# Mitt val är gjort
Mitt val är gjort är en psalm med text och musik skriven 1930 av Lewi Pethrus.

## Publicerad som
- Segertoner 1988 som nr 613 under rubriken "Efterföljd – helgelse".[1]